# Incendio del supermercado Ycuá Bolaños
El incendio del supermercado Ycuá Bolaños, también conocido como la tragedia de Ycuá Bolaños (abreviada como 1-A-04 o 1-A), constituye una de las mayores catástrofes de la historia de Paraguay, con cientos de personas fallecidas y heridas. La tragedia se vio agravada debido a que varias salidas de emergencia permanecieron cerradas, lo que dificultó la evacuación y aumentó considerablemente el número de víctimas. El incidente ocurrió alrededor de las 11:20 (hora local, UTC-4) del domingo 1 de agosto de 2004, en la sucursal Botánico de la cadena de supermercados Ycuá Bolaños, ubicada en el barrio Trinidad de Asunción, Paraguay, mientras el local estaba abarrotado de clientes.

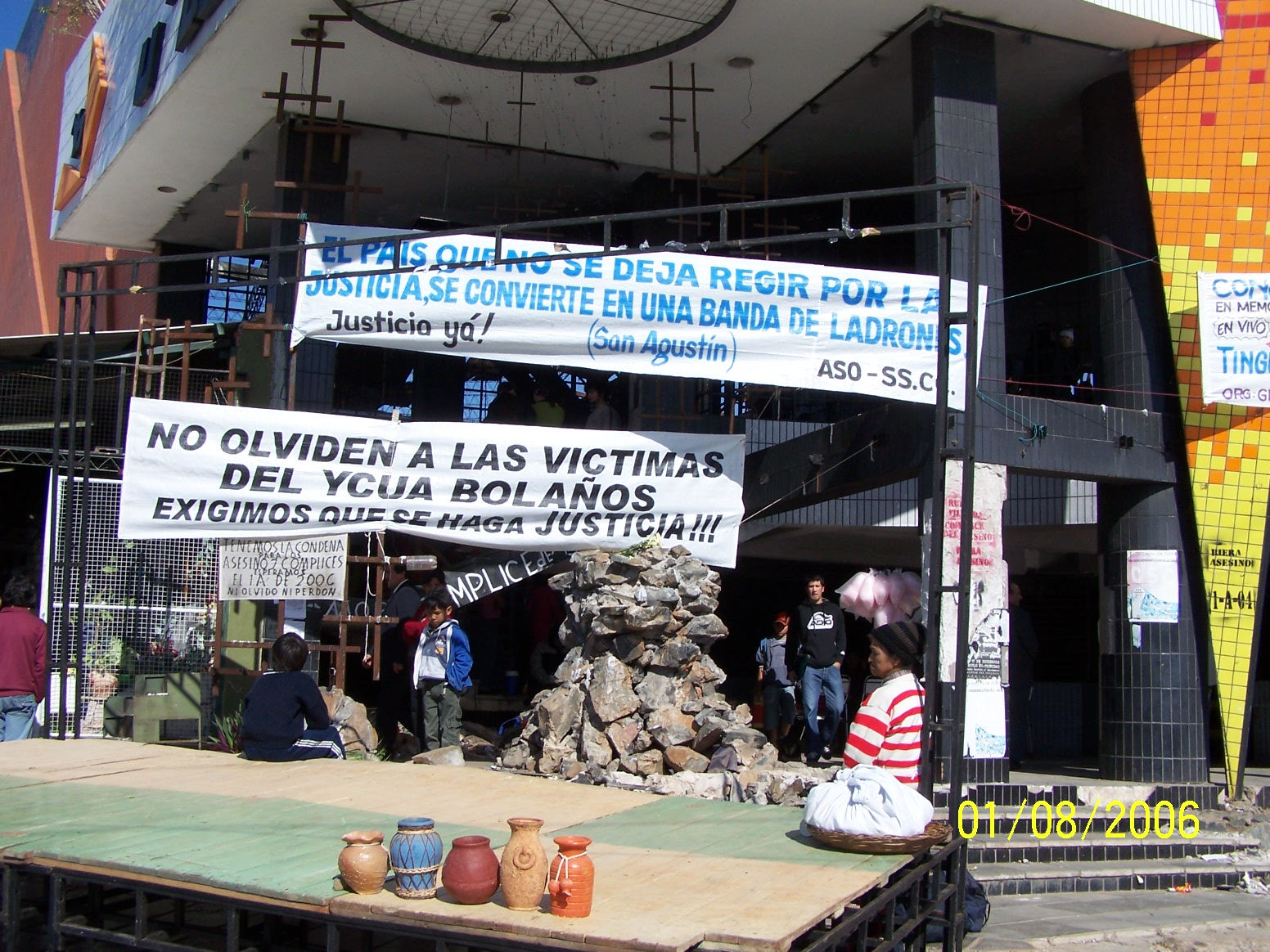
Pancartas de repudio pidiendo justicia y un escenario montado para la conmemoración del primer aniversario.

Es considerada la peor tragedia en tiempos de paz en la historia de la República del Paraguay desde la guerra del Chaco, puesto que según la Corte Suprema de Justicia de Paraguay, dejó un saldo de 327 fallecidos, entre 249 a 500 heridos de diversa consideración, y 6 siguen «desaparecidos». Las cifras oficiales aún son materia de debate, en especial por los familiares de las víctimas, quienes aseguran que los números son mayores. Varias fuentes concuerdan en que la cifra de fallecidos varía entre los 350 y 400. Se cree que las autoridades no relacionaron muchas muertes posteriores al incendio con el incidente del Ycuá Bolaños. Las causas de muerte más frecuentes fueron las quemaduras, intoxicaciones por gas inhalado, asfixias por la avalancha de personas, y posteriores complicaciones de algunos sobrevivientes.
El incendio —que había comenzado ya horas antes— ocurrió por una combustión de grasa y carbonilla acumulada en una de las chimeneas de la sección del restaurante debido a la falta de mantenimiento y limpieza, y que luego el fuego se propagó por todo el cielorraso, cediendo este último y arrasando con todo a su paso. Según testigos y víctimas, al momento de producirse el accidente, los guardias de seguridad —siguiendo supuestamente órdenes de los dueños del establecimiento— cerraron las puertas del recinto para evitar que las personas escaparan con bienes que no hubieran pagado, provocando así la muerte de muchas personas.
En la parte jurídica, el hecho en sí fue dividido en tres causas judiciales: contra los propietarios y guardias (imputados por el cierre de puertas); contra el arquitecto encargado de la obra; y contra los funcionarios municipales de Asunción. El juicio contra estos primeros culminó en primera instancia el 5 de diciembre de 2006, cuando el tribunal, con los votos de dos de sus tres jueces, los condenó como responsables de «homicidio culposo» con una pena de 5 años de prisión, en vez de los 25 años que solicitaban los querellantes y la fiscalía como autores del delito de «homicidio doloso agravado». Esta decisión provocó graves incidentes entre familiares de las víctimas y policías, al considerarse que las penas eran muy bajas. Otro dato curioso es la cantidad de jueces y magistrados que se inhibieron en esta causa, que inclusive llevó la causa a jueces del interior del país. Finalmente, en febrero de 2008, se dicta la sentencia final y son definitivamente condenados por homicidio doloso los Paiva, guardando prisión. Los demás ya habían salido en libertad por haber cumplido la pena mínima.
En el aniversario Nª18 del incendio, fue inaugurado el memorial "Sitio de Memoria y Centro Cultural 1-A Ycuá Bolaños", que es un conglomerado arquitectónico que incluye un monumento, jardines, capilla ecuménica y sitio de recuerdo, con el objetivo homenajear a las víctimas.

## Edificio

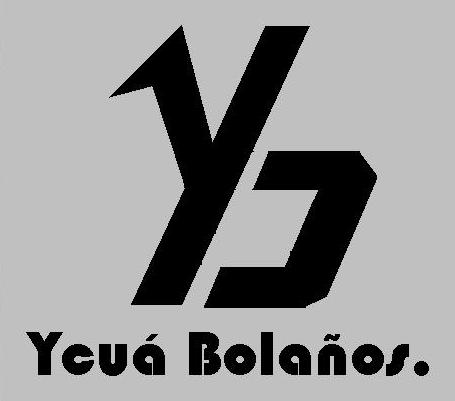
Logotipo de la ex-cadena de supermercados Ycuá Bolaños.

El supermercado siniestrado formaba parte de una cadena de supermercados llamado "Ycuá Bolaños" que funcionó desde finales de la década de 1980 hasta parte de la década del 2000, siendo la sucursal del Botánico "V" el último y más moderno de la cadena.
El nombre de estos establecimientos viene de "Ykuá" (castellanizado como Ycuá) —que en guaraní significa "pozo de agua"— y "Bolaños", que es el apellido de un misionero franciscano (un santo, según la tradición) que llegó de España en tiempos de la colonia. Es en Caazapá (lugar de nacimiento de Juan Pío Paiva, fundador de la cadena de supermercados) donde se encuentra el santuario de Ycuá Bolaños, y es opinión popular que el agua de su manantial posee propiedades curativas. Mientras que "Botánico" provenía por la cercanía al Jardín Botánico de Asunción.
En el año 1997, Ycuá Bolaños pasó de ser un solo minisúper, a convertirse en una cadena de supermercados al conformarse la Sociedad Anónima entre la familia Paiva e integrantes de la empresa consultora Casaccia-Burgos Auditores, con la apertura del segundo local del Ycuá Bolaños (Multiplaza), llamándose la sociedad "Ycuá Bolaños Industrial y Comercial S.A".
Los planos del edificio donde se produjo el incendio se aprobaron el 26 de junio de 2001 y la obra terminó de construirse el 30 de noviembre de ese mismo año. Fue inaugurado tres años antes del incendio, el 7 de diciembre de 2001, ubicado sobre las Avenidas Artigas y Santísima Trinidad de Asunción, siendo uno de los más modernos de la cadena e inclusive de la ciudad en ese entonces. Abarcaba una superficie de 12.000 metros cuadrados, contaba con espacio para más de 1000 personas, estacionamientos para más de 350 vehículos, además de oficinas y un restaurante. 
La patente de apertura del local fue otorgada por las autoridades del municipio de Asunción en enero de 2002, aunque nunca se llegó a realizar la inspección final de prevención de seguridad, ni por autoridades municipales ni por bomberos, según estipulaba la ordenanza municipal de la época.

## Cronología del incendio

### Primeros indicios de incendio y posterior explosión

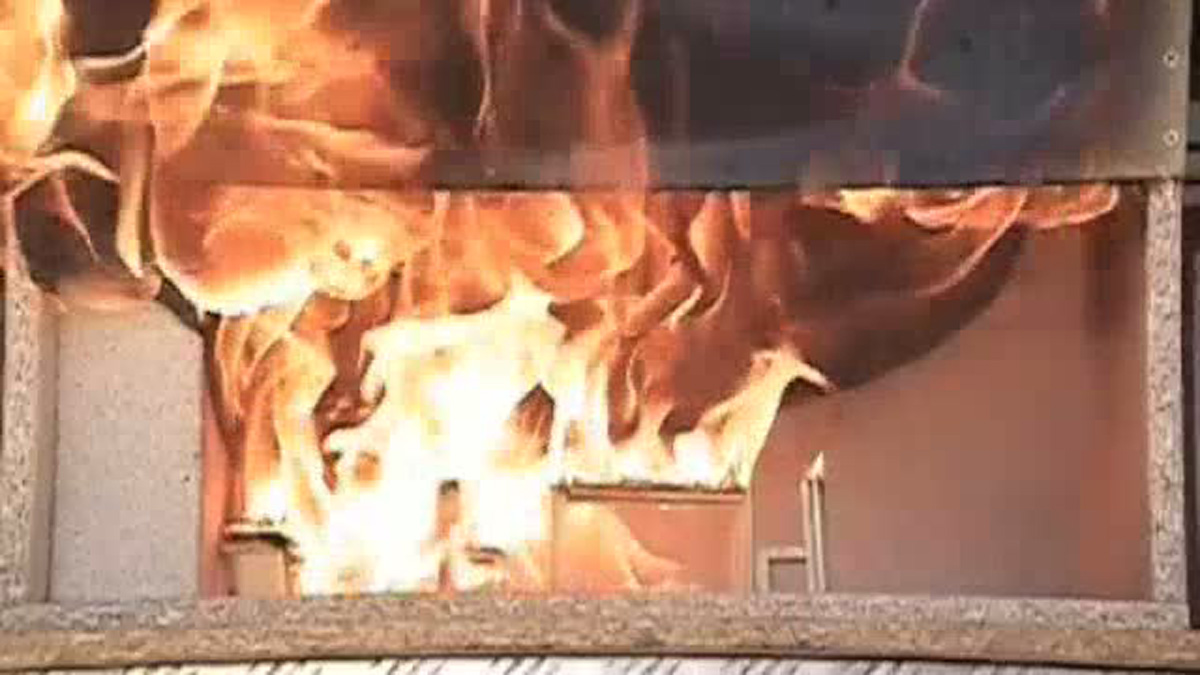
Simulación del efecto flashover en el local de comidas, una de las características del incendio del Ycuá Bolaños, en el que muchas víctimas fallecieron a causa de ello.

El primer indicio de llamas se presentó alrededor de las 9:00 horas de la mañana —momento en que se prendía el fuego para preparar el asado del mediodía—, cuando las chispas provocadas por éste empezaron a prender fuego dentro del interior de la chimenea del restaurante, debido a la acumulación de grasa, carbonilla y humo en este, sumándole el calor acumulado —especialmente sobre el "codo" de la chimenea (que tenía la salida al exterior en forma de "S")— expandiéndose por encima del cielorraso hasta el tinglado. 
El fuego empezó a correr lentamente a través de todo el cielorraso —que no contaba con ventilación ni extractores eólicos—, causando una pequeña explosión al encontrarse con los vapores emitidos por los hornos eléctricos de la panadería luego de una hora y media del primer indicio de llamas. Esta pequeña explosión no pasó desapercibida, aunque sólo era conocimiento de algunos empleados del local.
Alrededor de las 11:20 horas, la presión causada por la propagación del fuego aumentó dentro del cielorraso, momento en que se produjo el desprendimiento gradual de los paneles del cielorraso y con ello una entrada "súbita" de oxígeno, lo que facilitó la combustión y propagó el fuego de una manera "rápida y violenta" en varias direcciones, quemando y haciendo explotar a su paso los distintos tipos de combustibles (aerosoles, garrafas, cámaras de frigoríficos, vehículos estacionados, etc.), causando a su vez los efectos de Backdraft y Flashover, lo que causó la muerte de personas en segundos. Debido a estos efectos inusuales, las personas que estuvieron cerca de la fuente de la explosión, fueron calcinadas instantáneamente. 
El lugar se encontraba a estas horas completamente abarrotado, unas 800 a 1000 personas aproximadamente, ya que era domingo y muchas personas habrían cobrado su salario a fin de mes. Igualmente el Patio de Comidas se encontraba repleto por celebrarse el Día de la Amistad (en Paraguay se celebra originalmente el 30 de julio).

### Cierre de las puertas y llegada de los bomberos
Esto provocó una estampida hacia las salidas durante la cual el recinto se llenó de humo y se produjo un apagón (corte de luz). Al llegar a las puertas, los compradores descubrieron que éstas se encontraban cerradas, por lo que no pudieron huir, quedando todos encerrados en una gran pira funeraria. Según la prensa y las declaraciones vertidas durante el proceso criminal, las puertas fueron cerradas por órdenes de los superiores, con el fin de no dejar que nadie saliera sin pagar por los bienes del supermercado —aunque según los dueños— ellos niegan rotundamente lo de la orden. 
Según los acusados, Juan Pío Paiva y su hijo Víctor Daniel, quien aparentemente dio la orden fue el gerente Vicente Ruiz, quien era la máxima autoridad del local en ausencia de los Paiva, pero que había fallecido en el incendio. Se comprobó que ambos no estuvieron en el local al momento del incendio. Otras fuentes cercanas refieren a que en aquella época, el cierre de puertas en ciertos locales comerciales —en caso de apagones o incidentes—, como el del Ycuá Bolaños, era ya una orden preestablecida, para evitar saqueos. Esto último fue lo que sostuvo el fiscal Edgar Sánchez para formular su acusación.

“Yo no ordené el cierre de puertas porque yo no estaba en el momento del incendio. La máxima autoridad en mi ausencia era Vicente Ruiz, el gerente de operaciones, que murió en la tragedia. Yo no digo que no se cerró, pero no se pudo haber cerrado con llave porque la persona que abre y cierra todas las puertas tiene los domingos su día libre. Solo cuando hay apagones existe la orden de cerrar puertas."
Daniel Paiva, hijo del dueño del supermercado. 05/08/2004

Un bombero de la Segunda Compañía (Trinidad), Juan Valiente, fue el primero en llegar al lugar del incendio. Él se encontraba de civil cuando vio la enorme humareda negra que surgió del Ycuá Bolaños. Intentó impedir que las puertas se cerraran, pero el guardia de seguridad del local disparó con su arma de fuego al aire dos veces para que se alejara. Desde allí, los trabajos de rescate en los primeros minutos no pararon. Éstos fueron llevado a cabo por bomberos voluntarios, policías y civiles, y luego se unieron socorristas y militares.

"Cuando llegué, traté de ingresar al estacionamiento y no pude, porque el humo era muy denso. Entonces traté de entrar por el acceso que está en Artigas y Santísima Trinidad. Accedí hasta la zona de las cajas y había un guardia ahí, tratando de cerrar un portón de rejas. Me interpuse y me cerró la puerta en la mano. Yo estaba de particular, pero me identifiqué como bombero y le mostré mi credencial. Traté de empujar el portón con otra gente que había ahí y al guardia, que solo gritaba "Orden, orden", se le cayó su escopeta. Entonces sacó un revólver y pegó dos tiros al aire. Creo que ese guardia murió. Él me dijo: "Remanosé pio?" (¿Querés morir?), y yo le dije que igual íbamos a morir todos. Después le atajamos entre varios y así pudimos sacar gente del patio de comidas, cajeras. Cuando hubo la segunda explosión, mediana, ya no pudimos seguir. Pienso que de no ser porque el guardia trataba de cerrar el portón hubiera salido más gente. Al salir, pude ver al hijo del dueño, -Daniel Paiva-, afuera hablando por teléfono."
Juan Carlos Valiente, bombero. 05/08/2004

### Rescate y traslado de heridos. Extinción del fuego.

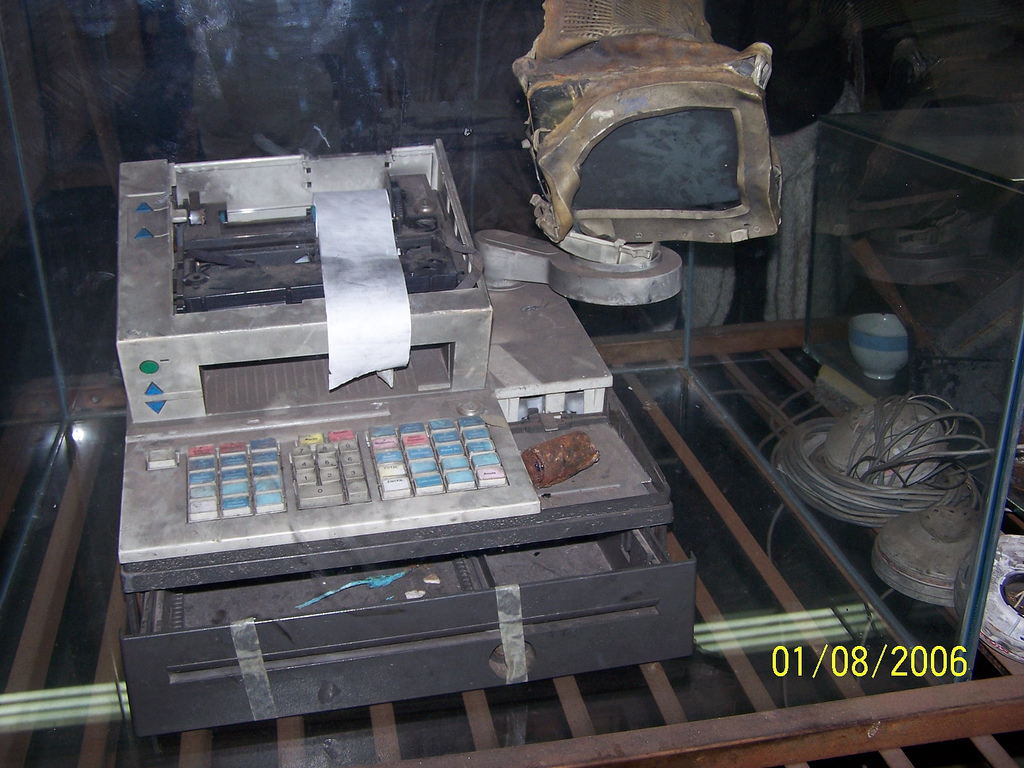
Una de las muchas cajas registradoras que fueron afectadas por el fuego.

La primera dotación Bomberos de Asunción que llegó al lugar ingresó por la entrada del estacionamiento del local con el objetivo de una búsqueda de posibles víctimas. La segunda unidad, con ayuda de policías y civiles, pudo abrir un boquete en la pared de vidrio que daba lateralmente a una rampa. Este boquete fue el principal acceso que pudieron tener los bomberos para el rescate, ya que la cantidad de humo denso que salía del estacionamiento impedía el acceso y el rescate de víctimas. Por su parte, la segunda dotación trabajó arduamente por el boquete, consiguiendo rescatar a varias personas, entre ellos funcionarios del local y niños. Así lo confirmó el conductor de uno de los primeros móviles del lugar, Carlos Samaniego. Dicha rampa fue el lugar con más cuerpos apilonados. 
El bombero Eris Cabrera lo describió como un verdadero infierno y que los bomberos tuvieron que abrirse paso entre cientos de cuerpos calcinados en busca de más víctimas con vida. Los cuerpos fueron llevados a la discoteca "Tropiclub", ubicada en frente mismo del local siniestrado, que en ese momento funcionó como morgue provisoria, para el reconocimiento de las víctimas. Durante el transcurso de la tarde y noche, los cadáveres aún no reconocidos fueron trasladados a la antigua sede de la Caballería.
Horas tras el inicio del fuego, el Ministerio de Defensa envió a un contingente de soldados para despejar el área. La zona continuaba siendo peligrosa, ya que a pesar de que el incendio estaba siendo controlado, el edificio corría el riesgo de derrumbarse, lo mismo que una enorme antena que se encontraba en su techo. Además, se podrían producir más explosiones, ya que en su interior había varias garrafas de gas y otros elementos inflamables que estaban causando nuevas explosiones y en consecuencia, más víctimas fatales.
A pesar de todas las dificultades encontradas, se pudo rescatar y trasladar a muchas víctimas con vida en patrullas y camionetas particulares, ya que las ambulancias disponibles no daban abasto. Todo el proceso de rescate duró varias horas. Para extinguir el fuego fue necesaria la participación de más de cincuenta vehículos y más de 1000 bomberos, que fueron ayudados, a su vez, por miembros del ejército y de la policía, incluyendo bomberos de la Provincia de Formosa, Argentina. La extinción completa del fuego tomó cerca de 8 horas; y los primeros heridos fueron derivados a distintos hospitales de la capital y alrededores, los cuales se vieron superados por la magnitud de la tragedia.
Muchas personas fueron rescatadas con vida de baños y depósitos que les sirvieron de resguardo del calor y el fuego. Algunos fueron rescatados dentro de refrigeradores. Según el testimonio de algunos sobrevivientes, el baño donde estaban refugiados tenía duchas y con eso pudieron sofocar el intenso calor. Según conclusiones del cuerpo de bomberos, este caso superó todos los protocolos de emergencia, debido a la cantidad de víctimas y la magnitud del siniestro. Aunque muchas decisiones se tomaron por instinto, el entrenamiento que el personal tenía sobre seguridad en incendios estructurales fue de mucha ayuda en la acción frente a la emergencia. Ningún oficial del cuerpo de bomberos falleció durante las labores de rescate; aunque algunos tuvieron que ser hospitalizados por intoxicaciones leves.

## Luego del incendio

### Primeras repercusiones

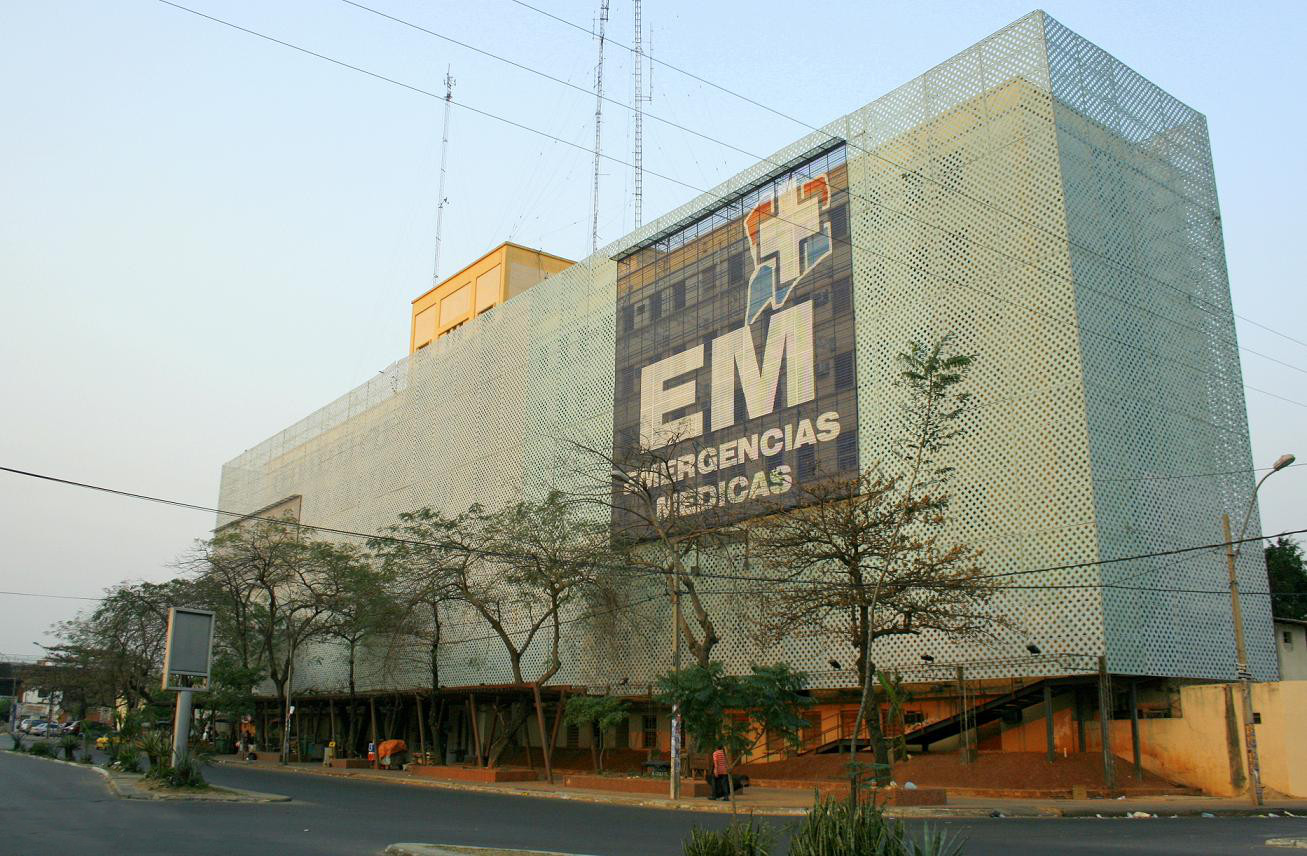
El sistema de salud colapsó debido a la gran cantidad de heridos y sobrevivientes que requerían hospitalización. Varios países brindaron ayuda al Paraguay.

A pocas horas de iniciado el incendio, las múltiples acusaciones apuntaban a que los dueños del supermercado habrían ordenado el cierre de las puertas para evitar robos, sin considerar la grave situación que se vivía. A primeras horas de la tarde, el número de fallecidos ascendía ya a 75, mientras que durante el transcurso de la tarde la Policía Nacional del Paraguay informaba que ese número superaba los 150. Ya por la noche, alrededor de las 20:00 horas, se manejaba extraoficialmente que el número de fallecidos superaba los 300. El presidente de ese entonces, Nicanor Duarte Frutos, decretó tres días de duelo nacional, durante el cual las banderas permanecieron a media asta.
Durante todo ese 1 de agosto, el servicio telefónico de 911 —que había sido habilitado un año antes— quedó colapsado de tantas llamadas de ayuda y luego para solicitar información acerca de sus familiares. El Ministerio de Educación y Cultura resolvió suspender las clases del lunes 2 de agosto. Así mismo, la Corte Suprema de Justicia de Paraguay suspendió las actividades judiciales del día siguiente. El día posterior a la tragedia se pudo llegar a rescatar una cantidad importante de cuerpos. Las instalaciones del siniestrado supermercado Ycuá Bolaños fueron revisadas sin éxito varias veces por funcionarios del Centro de Investigación Judicial y Bomberos Voluntarios a petición de los familiares de los desaparecidos.
Para dimensionar la magnitud del incendio, más de 100 cadáveres quedaron prácticamente irreconocibles debido a la gravedad de las quemaduras, hasta el punto de quedar gran parte de sus cuerpos en cenizas, por lo que tuvieron que ser identificados mediante pruebas de ADN, dactilares y odontológicas, pruebas enviadas a España, ya que Paraguay no tenía la capacidad de realizar esas pruebas en aquel entonces. Varios de ellos inclusive fueron enterrados y ahumados sin ser reconocidos, únicamente por medio de un código otorgado por la Fiscalía. Hasta el día de hoy, en los registros figuran como desaparecidos seis personas (cuatro mujeres y dos varones), de los cuales sus restos nunca fueron encontrados.
Rápidamente la prensa internacional se hizo eco de la tragedia, que fue una de las mayores en su momento. En aquella época, se hablaba inclusive de que la cifra de fallecidos era muy superior a 400, e inclusive algunos medios estimaban casi en 500, que luego se comprobó que hubo claras falencias en el conteo de la lista de fallecidos. Muchos países ofrecieron su ayuda al Gobierno de Paraguay para paliar la tragedia.
La tragedia conllevó al colapso de los cementerios de la ciudad de Asunción y alrededores, donde se "prestaron" panteones y hasta inclusive se cavaron fosas comunes para enterrar a decenas de cuerpos, varios de ellos sin identificar. Así mismo, la tragedia conllevó el colapso del sistema de salud paraguayo, especialmente del área metropolitana de Asunción debido a la cantidad de heridos y sobrevivientes que requerían hospitalización, por lo que a solicitud de la Organización Panamericana de la Salud (OPS), el presidente de Brasil, Lula da Silva, ordenó la donación de 30 a 50 respiradores mecánicos, mientras que Argentina por orden del presidente Néstor Kirchner ordenó el envío de un avión Hércules con insumos, suministros, y personal médico pocas horas después del desastre, de la misma manera que puso a disposición de Paraguay 50 camas UTI y 200 camas de internación clínica, para superar la sobredemanda. Chile, por su parte, por orden del presidente Ricardo Lagos, puso a disposición un hospital de campaña, suministros médicos y médicos y enfermeras especialistas en quemaduras de la Corporación de Ayuda al Niño Quemado. Otros países, como Estados Unidos, España, Cuba, Francia, Bélgica, Alemania, entre otros, enviaron profesionales médicos, camas y medicamentos, para suplir la demanda.

### Investigación de las causas
Los primeros días posteriores al incendio, aún estaba en duda los motivos por el cual inició el incendio, por la rareza del caso puesto que no seguía aparentemente ningún parámetro convencional en este tipo de desastres, según agentes del FBI estadounidense, y agentes especiales del Departamento de Alcohol, Tabaco, Armas de Fuego y Explosivos (ATF).
Algunas posibilidades que se barajaban era la explosión de garrafas en la cocina del Patio de Comidas, explosión del sistema de gas líquido, cortocircuito cerca de material inflamable, hasta inclusive un atentado terrorista por medio de un coche bomba (teniendo en cuenta los recientes atentados, como el del 11 de septiembre del 2001 contra las Torres Gemelas en Nueva York, o el ocurrido el 11 de marzo de ese mismo año en Madrid —apenas cuatro meses antes de la tragedia del Ycuá Bolaños—). Sin embargo, en el transcurso de los días, especialistas de Paraguay y extranjeros como de Chile, Argentina, Europa y Estados Unidos, coincidieron en que la tragedia fue un "accidente", descartando finalmente así un atentado —entiéndase incendio provocado—.
Informes periciales lo calificaron con posterioridad como "una bomba de tiempo". Según esos informes y declaraciones a la prensa de uno de los abogados defensores de los dueños de la firma, se estableció que "Tres de los ductos de la parrilla, de la panadería, de la confitería y la rotisería, no salían al exterior. Lo que significa que había una gran cantidad de humo y gases que desde la misma inauguración del supermercado se iban acumulando en la cámara que se formó entre el cielo raso y el techo del edificio que permitió una acumulación de gases de 9.000 metros cúbicos".
Al no contar con medidas de extracción del material altamente inflamable acumulado en el recinto, este terminó convirtiéndose en una trampa mortal. Pese a lo anterior, la municipalidad afirma que en los planos el recinto contaba con alarma de incendio (que no se activó), extintores, rociadores, señalética y otras medidas preventivas en caso de incendio o emergencia.
El incendio fue resultado de un conjunto de factores que coincidieron trágicamente, como la falta de mantenimiento y limpieza de las chimeneas, error de diseño en la construcción (chimenea en forma de "S", que facilitaba la acumulación de elementos contaminantes y a su vez un aumento de temperatura), el techo estaba cubierto de poliuretano (inflamable), chimeneas falsas, ausencia de extractores eólicos. Además el Ycuá Bolaños siniestrado fue habilitado sin la inspección final necesaria de autoridades municipales ni bomberos.
Poco antes de la tragedia, algunos empleados ya habían denunciado que hubo varios principios de incendio que no pasaron a mayores, solo fue conocimiento de algunos empleados del local, presumiblemente por los mismos factores que desembocaron posteriormente en la tragedia. 
En aquel entonces había grandes vacíos en el reglamento acerca de la prevención de incendios para espacios grandes como lo era el Ycuá Bolaños, puesto que la ordenanza sobre prevención de incendios databa del año 1987 —época en que aún no existían los shoppings, hipermercados ni grandes centros comerciales como sí ya existían en 2004—. Otros factores fueron: Insuficientes e inadecuadas salidas de emergencias ya que eran cortas y no podían abrirse hacia afuera como lo estipulan las regulaciones, negligencia de parte de los propietarios del local y las autoridades competentes, entre otros.
La mayoría de los fallecidos terminó muriendo debido a la inhalación de los gases tóxicos y a la elevada temperatura (unos 600 °C), también por las quemaduras ocasionadas por el fuego y por la caída de los techos. Varios de los sobrevivientes de aquellos primeros días, terminando falleciendo debido a complicaciones en su salud, especialmente pulmonares. 

### Cierre y venta de la cadena

En noviembre de 2004, apenas tres meses de lo acontecido, ocurre un principio de incendio en el local del Ycuá Bolaños MultiPlaza.

Debido a esta tragedia, bajó enormemente la popularidad de la cadena de supermercados Ycuá Bolaños. Inclusive, el 18 de noviembre de 2004, llamativamente solo tres meses después del incendio del Ycuá Bolaños "Botánico", el otro local de la cadena Ycuá Bolaños, sucursal MultiPlaza (ubicada cerca del Shopping MultiPlaza —actual Salemma MultiPlaza—) registró un principio de incendio en el patio de comidas del supermercado que fue sofocado al instante debido a que se actuó a tiempo, lo que generó aún más la desconfianza de sus clientes.
Finalmente dos años después, en 2006, la cadena, que venía trabajando "a pérdida" debido a la impopularidad de sus locales, cierra sus puertas y se procede a la posterior venta a la empresa Salemma S.A. quien adquiere dos locales del Ycuá Bolaños, poniendo fin a la sociedad anónima del Ycuá Bolaños conformada por los Paiva e integrantes de la empresa consultora Casaccia-Burgos Auditores. 
El único local que quedó con el nombre, que fue el Ycuá Bolaños I (El Progreso), pasó a ser independiente por unos años, para luego cambiarse de nombre y razón social en el año 2009, extinguiendo definitivamente el nombre del Ycuá Bolaños como supermercado.

## Proceso y juicio

### Primeras imputaciones y audiencia preliminar
La Fiscalía rápidamente solicitó la detención y prisión preventiva de los propietarios y guardias del local, así como el embargo preventivo de Gs. 60 mil millones (más de 10 millones de dólares americanos, para el eventual resarcimiento a las víctimas en la parte civil.  Los guardias y propietarios del local fueron detenidos y apresados por orden de la fiscalía el 2 de agosto del 2004, imputados de “homicidio doloso agravado”, con una pena asignada de hasta 25 años de cárcel; aunque durante el transcurso del caso, fueron beneficiados varias veces con la prisión domiciliaria; causando la indignación de familiares y víctimas del incendio, produciéndose sucesivas manifestaciones. Otros imputados —además de los Paiva— fueron los miembros del directorio María Victoria Cáceres de Paiva, Antolina Burgos de Casaccia, Agustín Alfonzo Martínez, Guillermo Alfonso Segovia, Humberto Casaccia Romagni, y los guardias Daniel Areco, Jorge Daniel Penayo Ojeda, Eder Sánchez Martinetti e Ismael Alcaraz.
En los días y meses posteriores al incendio, se hicieron varias manifestaciones y escraches al hogar de los dueños del local, e inclusive al de las autoridades competentes —como Jueces (como Elio Ovelar, Manuel Aguirre, Augusto Melo), fiscales (como Teresa Sosa, quien fue apartada del caso un mes después del incendio luego de insinuar que acusaría por homicidio culposo porque para ella las puertas estaban abiertas), autoridades municipales como Enrique Riera y Martín Burt (intendente y ex-intendente de entonces de Asunción respectivamente)—, entre otros; y frente a los demás supermercados que aún funcionaban de la cadena Ycuá Bolaños en aquel entonces, en forma de protesta pidiendo justicia.
Los propietarios, accionistas y guardias del local fueron acusados por el Ministerio Público a finales de diciembre de 2004, así como el arquitecto del local —acusado en abril de 2005— y los funcionarios municipales competentes —acusado en abril de 2006—. Todos ellos fueron condenados finalmente en el año 2008, aunque la causa fue dividida en tres partes, cada uno con condenas distintas. 
El 11 de abril de 2005, el juez de primera Instancia en lo penal de Lambaré Ramón Augusto Melo Suárez firmó una resolución en que disponía la prisión domiciliaria a favor de Juan Pío Paiva; sin embargo al día siguiente revocó su resolución y dispuso el traslado de Paiva al Hospital de Policía, debido a que este presentaba problemas de salud, para luego volver a la cárcel de Tacumbú. Pocos días después, el Juez presenta llamativamente su renuncia al cargo. La causa pasó para el juez de garantías Rubén Riquelme. Del 13 al 17 de junio de 2005 se realiza la audiencia preliminar contra los propietarios, accionistas y guardias del local en el polideportivo del Club Sol de América.
En síntesis, el propietario de la firma Juan Pío Paiva, su hijo Víctor Daniel Paiva, el guardia Daniel Areco, así como el arquitecto del local y los funcionarios municipales competentes fueron procesados por los tribunales de Paraguay, en la investigación realizada por la fiscalía. La investigación inicial fue, en la primera parte (que investigaba a los propietarios y guardias del local) que por orden del Juan Paiva, instrucciones refrendadas por su hijo Víctor, y cumplidas por el guardia Areco —el único debidamente identificado por testigos— las puertas del local fueron cerradas provocando que muchas personas que pudiesen escapar y salvarse, terminaron falleciendo adentro del local. Sin embargo, la fiscalía terminó acusando fundamentando en que hubo una orden "preestablecida", y por lo tanto, un homicidio con dolo eventual, y no intencionado directamente, sino indirectamente. 

### El primer juicio oral y público fallido de 2006
Después de una larga investigación, se realizó un extenso juicio que duró más de cuatro meses en un recinto deportivo militar. El tribunal —compuesto por los jueces Manuel Aguirre, Elio Ovelar y María Doddy Báez— dictó su sentencia el 5 de diciembre de 2006, en la cual dos de los magistrados —tanto Aguirre como Ovelar— encontraron que la fiscalía no logró probar la participación dolosa de los inculpados, cabiéndoles sólo responsabilidad como autores de “homicidio culposo”, que tiene asignada una pena máxima de 5 años. Mientras el último juez leía los fundamentos de su decisión, los familiares de las víctimas provocaron graves desórdenes al considerarse que las penas por la muerte de casi 400 personas eran muy bajas, saltando de sus asientos y tirando las sillas contra los jueces, no concluyéndose la lectura de la sentencia.
Las protestas salieron del lugar donde se realizaba el juicio para concentrarse en las oficinas centrales de la empresa Ycuá Bolaños, donde la policía intervino dejando un saldo de más de 60 detenidos y 49 heridos de diversa consideración.[cita requerida] Estas masivas protestas prosiguieron durante varios días, durante las cuales incluso el Presidente Nicanor Duarte declaró que las penas eran demasiado bajas. 

"Hoy hubo una sentencia no adecuada a la realidad de los hechos y a su gravedad. Ya conversé con el fiscal general del Estado, solicitándole, con todo respeto, que pida que estos dos jueces se aparten del juicio"
Nicanor Duarte Frutos, ex-presidente de Paraguay. 05/12/2006

Sin embargo, para las víctimas no hubo sentencia puesto que no se leyó completamente la decisión de los jueces y el proceso quedó interrumpido antes de su conclusión. La Corte Suprema de Justicia de Paraguay admitió esta tesis al rechazar los recursos de inconstitucionalidad contra la resolución que apartó de la causa a los jueces Elio Ovelar y Manuel Aguirre —quienes estuvieron a favor de calificar el hecho como homicidio culposo, no así la jueza Dody Báez, que estimó que el hecho configuraba un homicidio doloso—, sosteniendo que no existió arbitrariedad ni violación a las garantías constitucionales. Dicha resolución de la Corte Suprema de Justicia dio vía libre para la realización de un nuevo juicio.

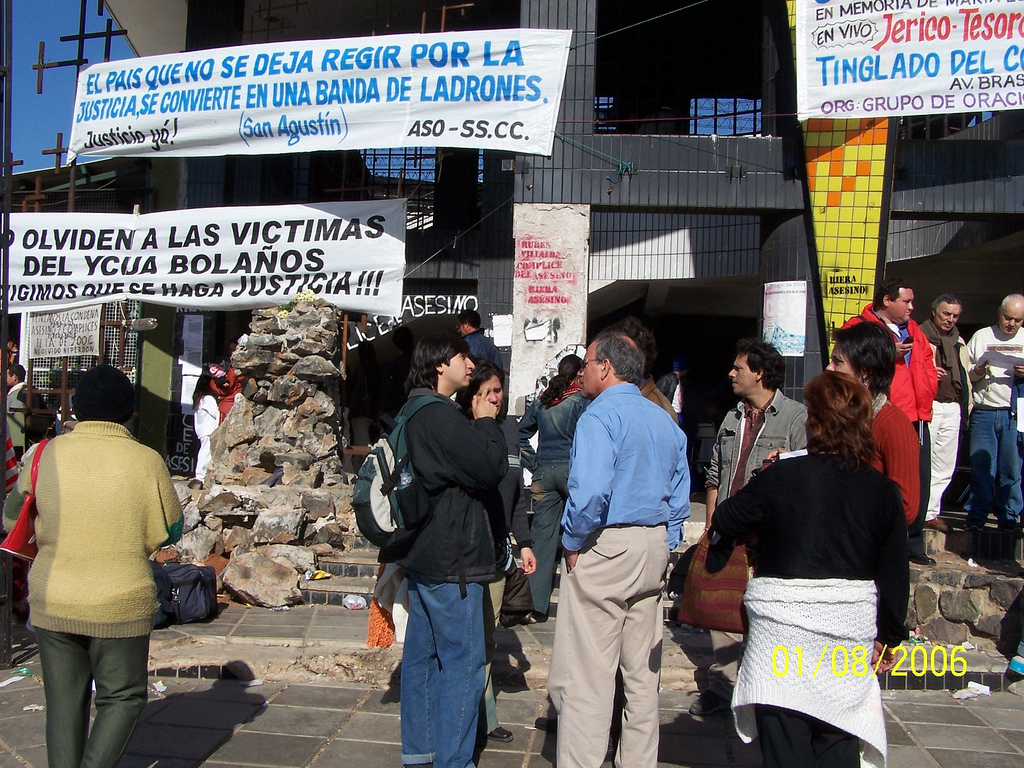
Santuario de las víctimas del Ycuá Bolaños, ubicado en el siniestrado supermercado.

### Anulación y postergación de la sentencia
Debido a la innumerables inhibiciones y recusaciones de los magistrados de la capital, la causa pasó a magistrados del Interior del país, específicamente del departamento de Paraguarí, algo insólito en el entorno jurídico. Finalmente, se instaló el tribunal y el 8 de agosto de 2007 se inició la audiencia de juicio. 
Sin embargo, la defensa solicitó que se determinara el carácter del juicio, es decir, si el anterior fue anulado o se está prosiguiendo con aquel y, debido a que el tribunal dispuso que los incidentes se resolverían al final de la audiencia, la defensa de Víctor Paiva y otros presentaron una solicitud de recusación contra los jueces, sobre la base de una supuesta opinión previa sobre la nulidad del juicio, lo que provocó la suspensión de la audiencia, que generó pesar en las víctimas. Las víctimas protestaron por tal dilación, exigiendo la continuidad del proceso. Mientras se resolvían los incidentes dilatorios, el tribunal de sentencia del caso, denegó un pedido de libertad que había presentado Juan Pío Paiva.
El juicio volvió a reiniciarse el 31 de agosto de 2007, continuando los debates sobre el tipo de homicidio provocado durante la tragedia. Debido a un incidente previo planteado por la defensa, el tribunal de sentencia determinó, finalmente, que se estaba llevando un nuevo juicio que no puede entenderse como un doble juzgamiento ya que el anterior juicio quedó nulo por no haber concluido.
El 7 de septiembre del mismo año, Víctor Daniel Paiva recuperó la libertad, pero con restricciones impuestas. Ante ello, las organizaciones de apoyo a las víctimas del incendio se manifestaron en contra a dicha medida, tanto en la sede del Poder Judicial, como frente al único local que aún pertenecía a la cadena Ycuá Bolaños. El 10 de septiembre de 2007, Juan Pío Paiva recuperó la libertad. Las víctimas continuaron manifestándose en contra de estas medidas.

### Cierre del debate e inicio de las deliberaciones
El 9 de enero de 2008 el Tribunal de Sentencia dio por terminado el debate del juicio y dispuso el inicio de las deliberaciones sobre el caso, anunciando que la lectura íntegra y completa de la sentencia se daría recién el 2 de febrero del mismo año, aduciendo que la complejidad de la causa exigía un largo y detenido análisis.
Días antes de la lectura del juicio, el Tribunal dictó diversas medidas de seguridad, entre ellas la de establecer un perímetro de seguridad de trescientos metros donde se dispuso la prohibición de toda manifestación pública. Las víctimas protestaron contra esta medida de seguridad por calificarla de exagerada, ya que el orden constitucional de Paraguay no permitiría este tipo de medidas judiciales. Posteriormente, las víctimas llamaron a una vigilia a toda la ciudadanía paraguaya, plegándose a ésta más de cuarenta organizaciones ciudadanas y sociales.
Las expectativas de las víctimas fueron de obtener una sentencia por homicidio doloso hasta que no habría "justicia para el caso". Felipe Palacios, sobreviviente del incendio y que perdió a sus tres hijas pequeñas, declaró a Última Hora que 

"La plata hace y deshace en este país, y en la causa del Ycuá Bolaños murieron 400 personas sin trayectoria, sin nombre, sin importancia para el manejo del Estado. La vida de ellos no importa, si se van a comprar nomás nuevos votos. Acá los que mataron son gentes de plata que financian al Estado y a este sistema corrupto, prebendario y temerario, y bajo este sistema la vida no vale nada"
Felipe Palacios, sobreviviente. Ultima Hora 31/01/2008.

Por su parte Francisca Giménez, que perdió a su hija y a sus tres nietos, expresó "Confío en que se haga justicia y que a los acusados se les dará una sentencia ejemplar" Entretando, el 31 de enero la prensa paraguaya anunció que el Tribunal de Sentencia suspendería la lectura de la sentencia si es que se violaban las medidas de seguridad.

### Sentencia final

#### Parte 1: Propietarios, accionistas y guardias del local

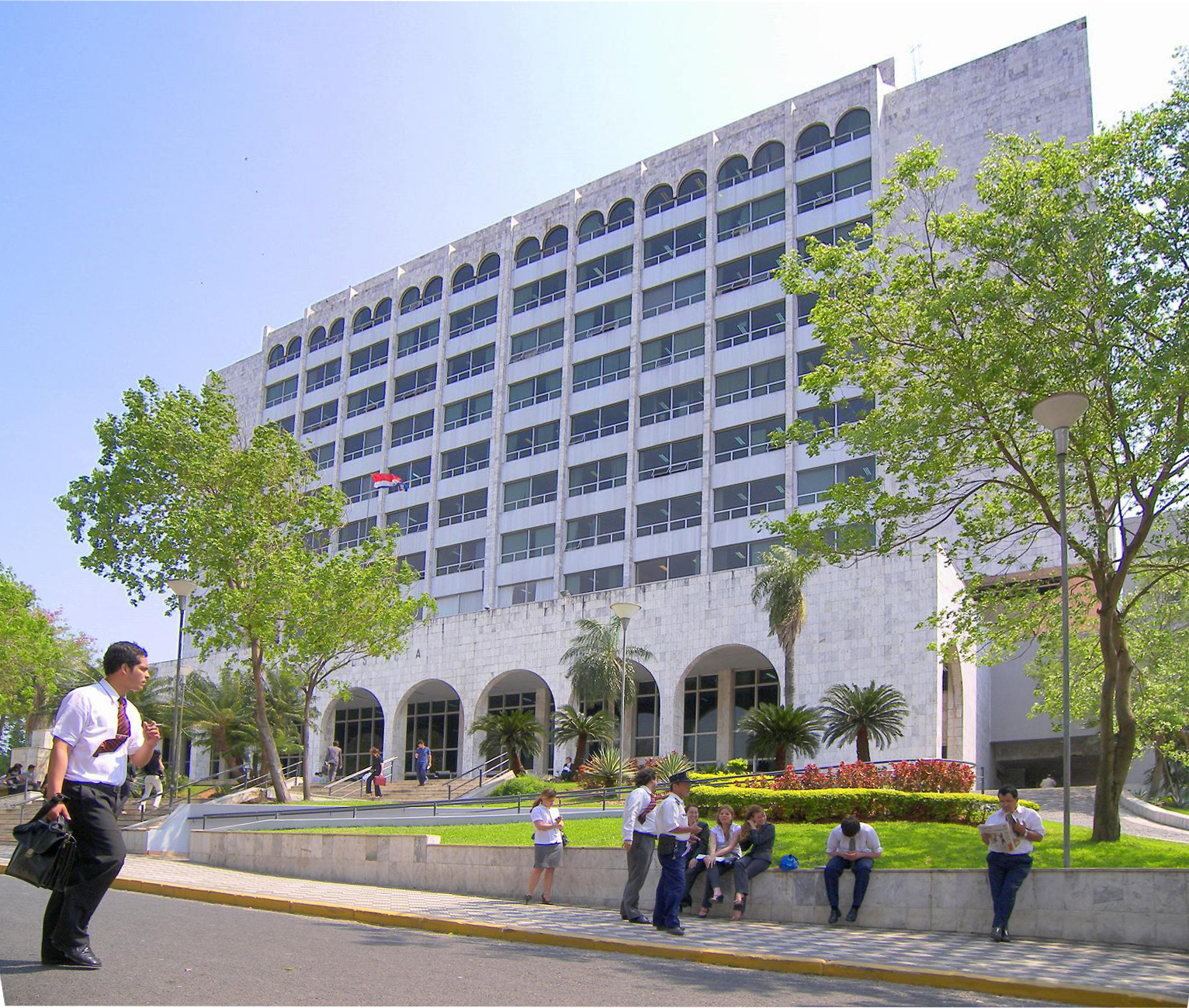
Recién en 2008, concluye el juicio contra los principales acusados. La sentencia fue favorable a las víctimas, al calificarse como doloso el hecho.

Tanto la prensa nacional como internacional se reunió para conocer el fallo en el caso. La lectura de la sentencia se inició a las 9:00, hora de Paraguay (13:00 UTC) de la mañana del 2 de febrero de 2008.
Luego de la exposición de los argumentos de rigor, en la que algunas familiares de víctimas se desmayaron, el Tribunal de Sentencia, integrado por los jueces Germán Torres, Blas Cabriza y Bibiana Benítez, determinó que los acusados principales: Juan Pío Paiva, Víctor Daniel Paiva y Daniel Areco, eran culpables de "homicidio doloso simple" por dolo eventual, "homicidio doloso en grado de tentativa agravada" y "exposición de personas a lugares de trabajo peligroso" (los dos primeros delitos relacionados jurídicamente y el tercero en referencia a las condiciones del edificio siniestrado), lo cual significaba una pena de 5 a 15 años de prisión según el Código Penal Paraguayo y sus modificaciones de aquel entonces.
La investigación fiscal determinó que por orden de Juan Pío Paiva, instrucciones refrendadas por su hijo Víctor Daniel, las puertas del local fueron cerradas, provocando la tragedia, siendo identificado el guardia Daniel Areco como uno de los que cumplió "la orden" de cerrar una de las puertas. 
Humberto Casaccia fue el único miembro del directorio de la empresa, aparte de los Paiva, que fue condenado. Ya que la causa fue dividida en 3 partes, los siguientes condenados en la primera parte fueron sentenciados a las siguientes penas:
- Juan Pío Paiva (propietario): 12 años de cárcel: Homicidio doloso en grado eventual. Exposición de personas a lugares de trabajo peligrosos.
- Víctor Daniel Paiva (copropietario): 10 años de cárcel: Homicidio doloso en grado eventual.
- Daniel Areco (guardia): 5 años de cárcel: Homicidio doloso en grado eventual.
- Humberto Casaccia (accionista): 2 años y 6 meses de cárcel: Exposición de personas a lugares de trabajo peligrosos.

Areco, al haber cumplido las 2/3 partes de su condena, ya pudo solicitar su libertad condicional. 
Fueron absueltos en este proceso: María Victoria Cáceres de Paiva (cónyuge de Juan Pío y accionista de la empresa), Antolina Burgos de Casaccia (cónyuge de Humberto) y Agustín Alfonso (miembro del directorio empresarial), y varios guardias del local —que estuvieron bajo prisión preventiva unos meses— debido a que solo Areco fue identificado debidamente por testigos de haber cerrado una de las puertas.
Por otro lado, la sentencia dispuso expresamente que los condenados no irían a la cárcel hasta que quede firme la sentencia (hecho que tardó meses ya que la misma sería apelada). Las víctimas si bien admitieron que fue una victoria que se haya logrado la condena por homicidio doloso (algo obtenido por la presión que ejercieron según ellos) expresaron su total decepción y rechazo por las leves condenas y los beneficios que obtuvieron los condenados.
Incluso algunas víctimas, en arrebatos de rabia, expresaron que harían justicia por mano propia. En septiembre de 2008 un tribunal de segunda instancia anuló la condena de febrero de 2008 debido al principio del "doble juzgamiento" (en referencia al primer juicio del año 2006), aunque en 2009 la Corte Suprema de Justicia ratifica la condena de primera instancia contra los acusados, quedando firme de esta manera la sentencia del 2008.
El martes 23 de diciembre de 2014 queda en libertad Juan Pío Paiva, con los dictámenes favorables de psicólogos, buena conducta dentro de la cárcel y tras haber cumplido los años mínimos de encierro. Paiva era la última de las personas que guardaba reclusión por el incendio. Por la misma vía de la libertad condicional ya habían salido de prisión Víctor Daniel Paiva (en libertad desde marzo de 2013), condenado a 10 años de cárcel, y el guardia Daniel Areco (en libertad desde septiembre de 2007), quien fue sentenciado a 5 años.
El 12 de julio de 2015, el Papa Francisco en su visita al Paraguay, pasó por las ruinas del supermercado siniestrado, bendiciendo desde el Papamóvil ante una multitud de gente, aunque no pudo quedarse por incidentes.
Víctor Daniel Paiva —hijo del propietario Juan Pío Paiva—, falleció el 5 de diciembre de 2020, a la edad de 54 años, debido a complicaciones por COVID-19 (durante la pandemia de coronavirus), convirtiéndose en el primer condenado en esta causa que ha fallecido.

#### Parte 2: Arquitecto constructor del local
Los jueces Víctor Medina, María Luz Martínez y Wilfrido Peralta (este último en disidencia) condenaron a dos años de cárcel en fecha 24 de septiembre de 2008 al arquitecto constructor del Ycuá Bolaños siniestrado por actividades peligrosas y fallas en la construcción. La fiscalía lo acusó en abril de 2005 y solicitó 5 años de cárcel. Si bien el arquitecto cumplió parte de su condena en prisión preventiva, la mayor parte del tiempo mantuvo arresto domiciliario bajo fianza.
- Bernardo Ismachowiez (arquitecto): 2 años de cárcel. Actividades peligrosas por fallas en la construcción.

#### Parte 3: Funcionarios municipales de Asunción
De los cinco funcionarios municipales investigados (y acusados en abril de 2006), tres fueron condenados a un año y medio de cárcel, aunque la fiscalía haya solicitado dos años. Según lo dispuesto por el Tribunal de Sentencia el 19 de diciembre de 2008, los tres condenados debieron pagar la fianza de Gs. 15 millones cada uno a un comedor de la zona por dos años, en vez de cumplir la sentencia en prisión. El tribunal de Sentencia estuvo conformado por los jueces Miguel Said, Mesalina Fernández y Víctor Alfieri. Fueron absueltos Carlos Alberto Halke (funcionario que rubricaba con su firma la aprobación de planos) y Miguel Ángel Torres (ex-fiscalizador de obras).
- Jorge Gamarra Morínigo (ex-interventor de aprobación de planos): 1 año y 6 meses de cárcel: Producción de Riesgos Comunes. Falta de Fiscalización de la Obra.[84]
- Jesús María Insaurralde (ex-técnico en prevención ante riesgos): 1 año y 6 meses de cárcel: Producción de Riesgos Comunes. Falta de Fiscalización de la Obra.
- Rodrigo Castillo Fraccia (exjefe de obras particulares): 1 año y 6 meses de cárcel: Producción de Riesgos Comunes. Falta de Fiscalización de la Obra.

## Efectos
El presidente de ese entonces, Nicanor Duarte Frutos, decretó tres días de duelo nacional, durante el cual las banderas permanecieron a media asta. Esta tragedia sucedió poco tiempo antes del trágico incendio en la discoteca República Cromañón en Buenos Aires, Argentina, ocurrido el 30 de diciembre de 2004, lo que reforzó la exigencia de control por parte de los organismos municipales de todos los países de América del Sur en cuanto a materia de seguridad en los recintos de acceso público.
La falta de un proceso judicial confiable y la inmensidad de la tragedia humana han provocado nuevas víctimas entre los familiares y sobrevivientes de la tragedia, debido a que muchos de ellos contraen enfermedades psicosomáticas, complicaciones de salud física-mental, mueren de ataques cardíacos, o se suicidan por depresión.
Si bien se obtuvo una condena en lo penal, con varios años de cárcel hacia los Paiva principalmente —gracias a la presión realizada por las víctimas y familiares de la tragedia—, en el ámbito civil, muchas víctimas y familiares de los mismos, perdieron sus juicios y se quedaron sin cobrar las indemnizaciones, otros llegando inclusive a perder sus bienes para poder pagar honorarios a los abogados.

## Adaptaciones literarias y cinematográficas
- Documental cinematográfico "Paraguay fue noticia" de Ricardo Álvarez. 88 min. Año 2008.
- Libro "La Tragedia del Ycuá Bolaños" de Karin Becker.
- Libro "Trascendencia" de Verónica Becker.
- Libro "Ycuá Bolaños: Relato de una sobreviviente" de Rossana Cristaldo y Marta Roa.
- Libro "1A: Estoy viva para contarlo" de Gloria Morel.